# Marc Rich
Marc Rich (n. 18 decembrie 1934, Anvers, Belgia – d. 26 iunie 2013, Lucerna, Elveția) a fost un om de afaceri care s-a ocupat cu comerțul de materie primă la nivel mondial. Este cel mai bine cunoscut pentru înființarea companiei Glencore. A fost condamnat în Statele Unite ale Americii, acuzat de comerț ilegal cu Iranul la sfârșitul anilor 1970 și începutul anilor 1980 și pentru evaziune fiscală.
La momentul condamnării sale se afla în Elveția și de atunci nu s-a mai întors în SUA. Ulterior, a primit un pardon prezidențial de la președintele SUA, Bill Clinton, la data de 20 ianuarie 2001.